# Hosta sieboldii
Hosta sieboldii là một loài thực vật có hoa trong họ Măng tây. Loài này được (Paxton) J.W.Ingram mô tả khoa học đầu tiên năm 1967.

## Hình ảnh

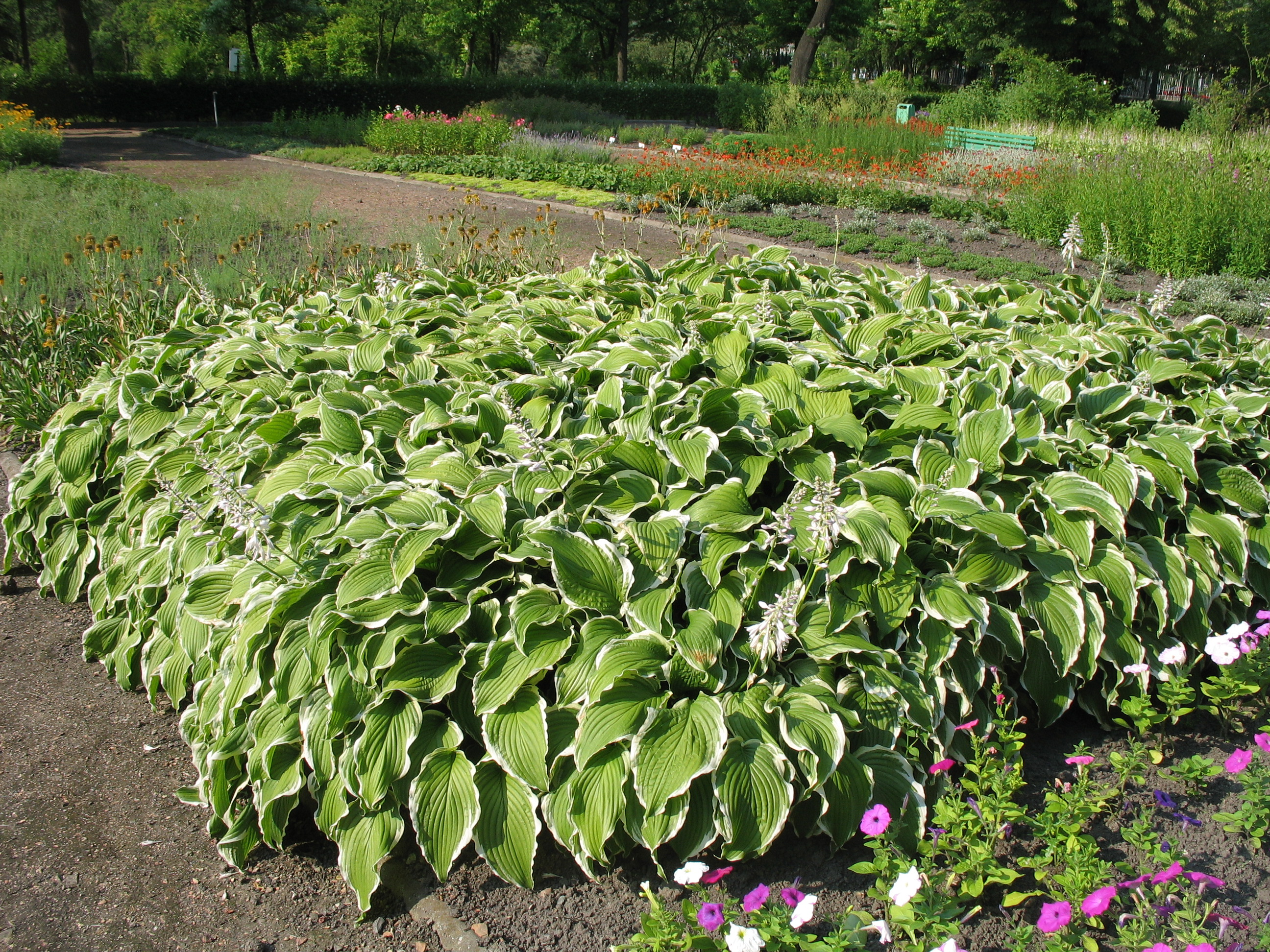
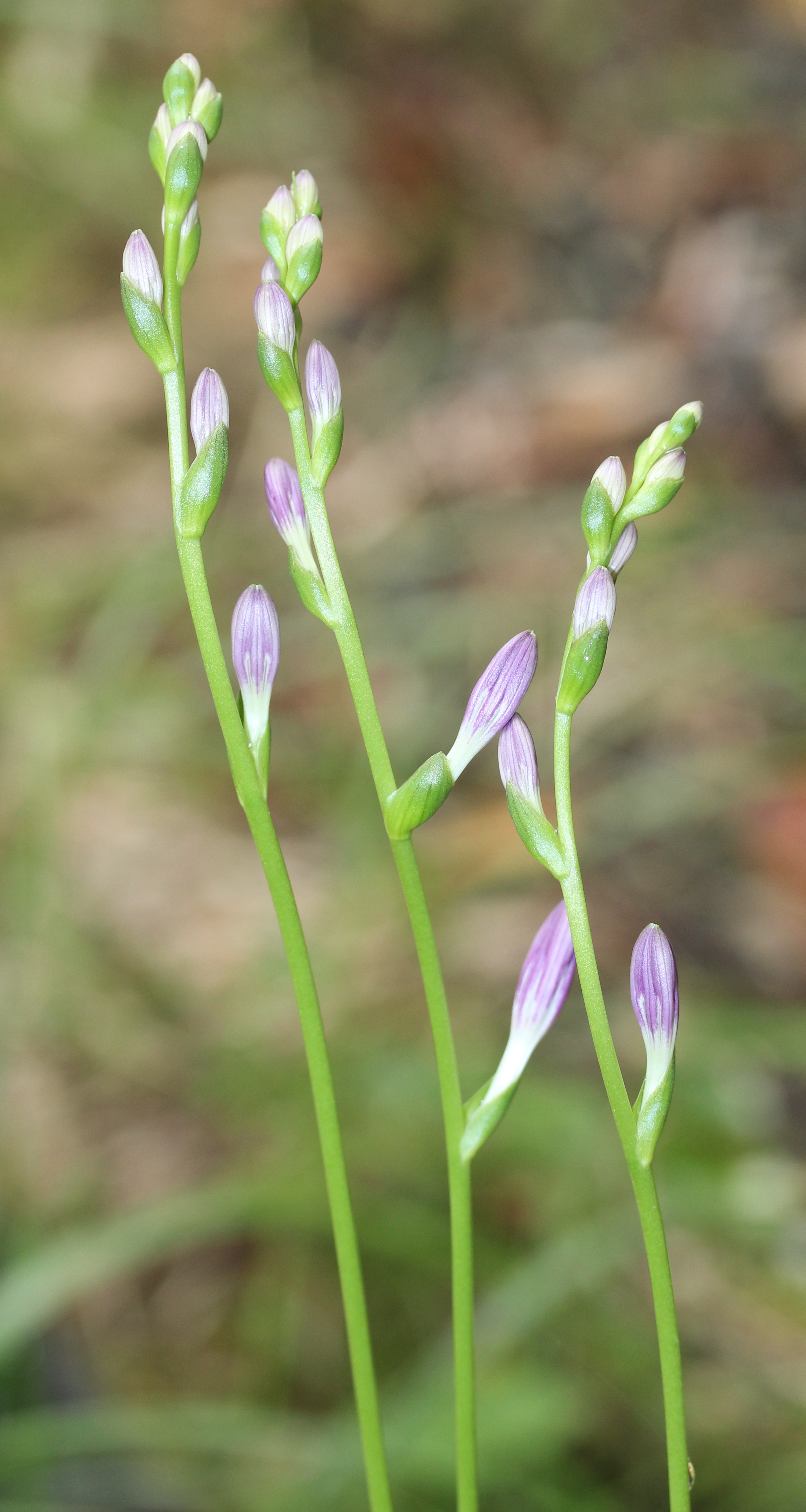